# Craigavon

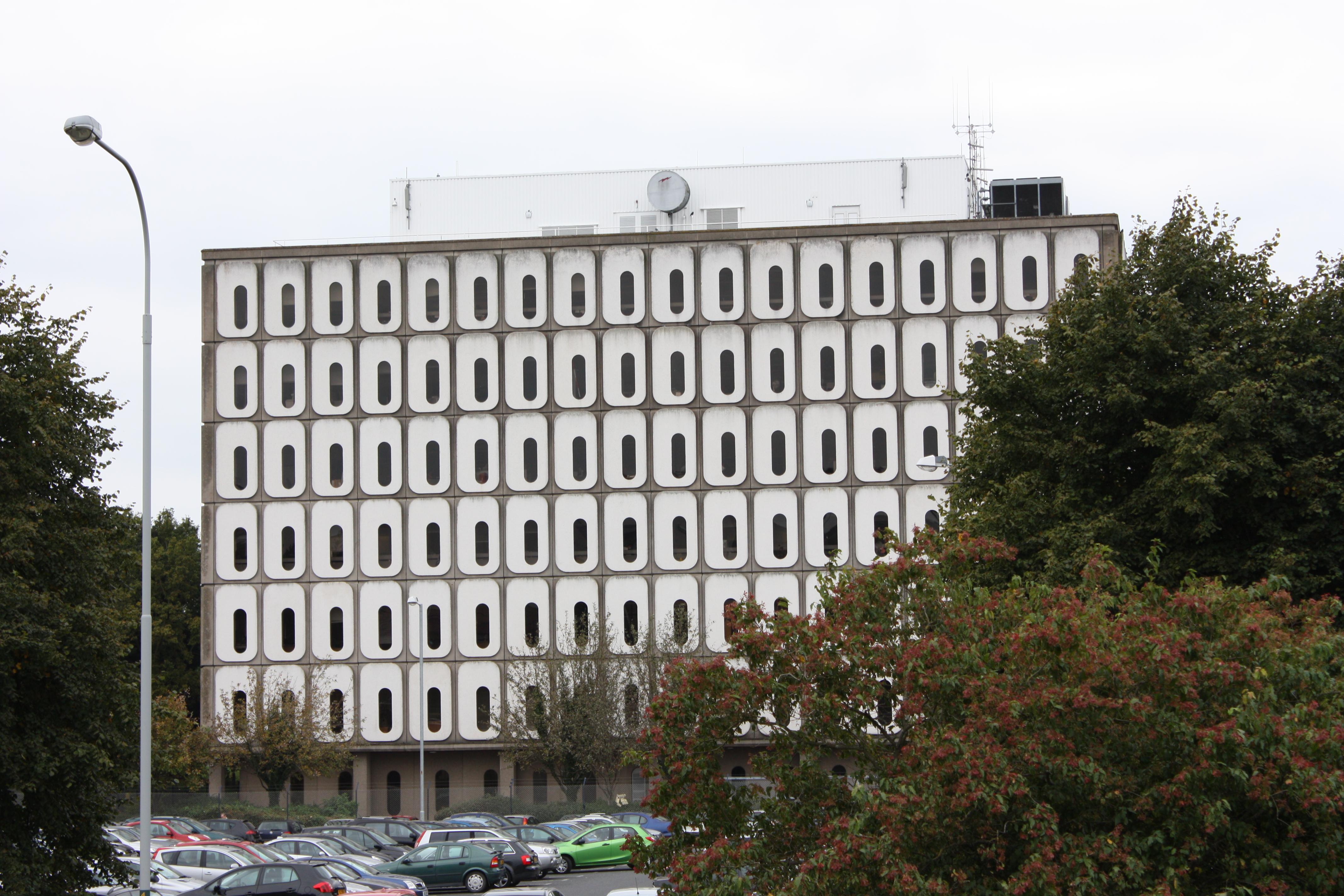
Marlborough House, ein Verwaltungsgebäude in Craigavon

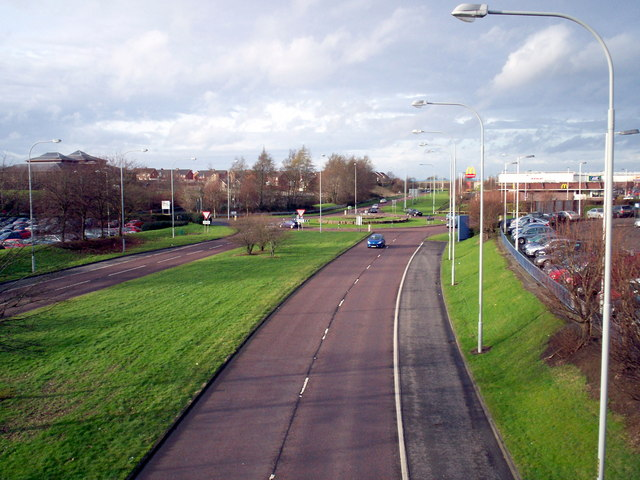
Der Central Way in Craigavon

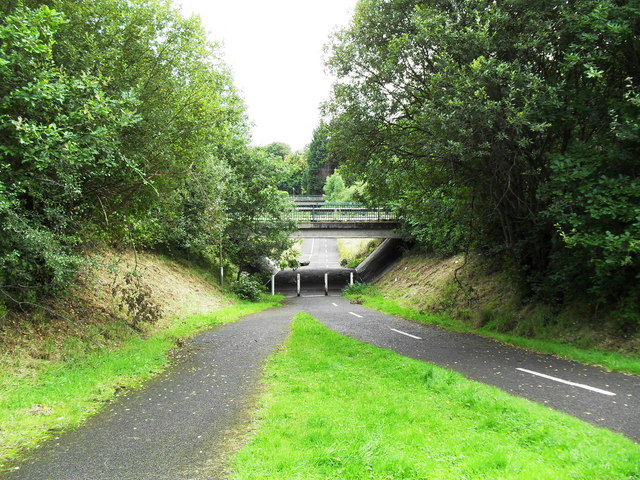
Kreuzungsfrei ausgebaute Fuß- und Radwege

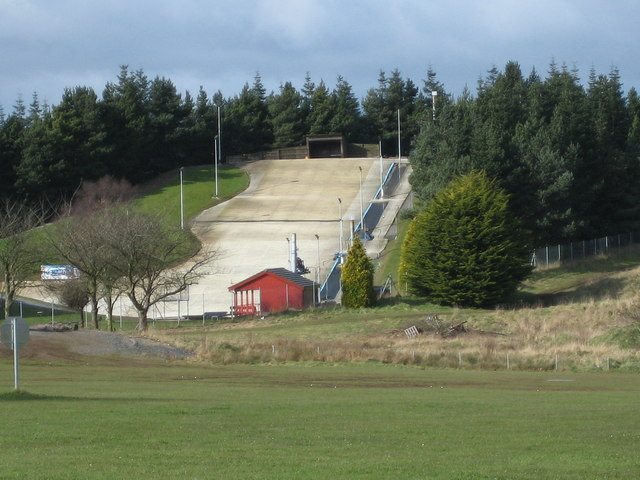
Skipiste bei Craigavon

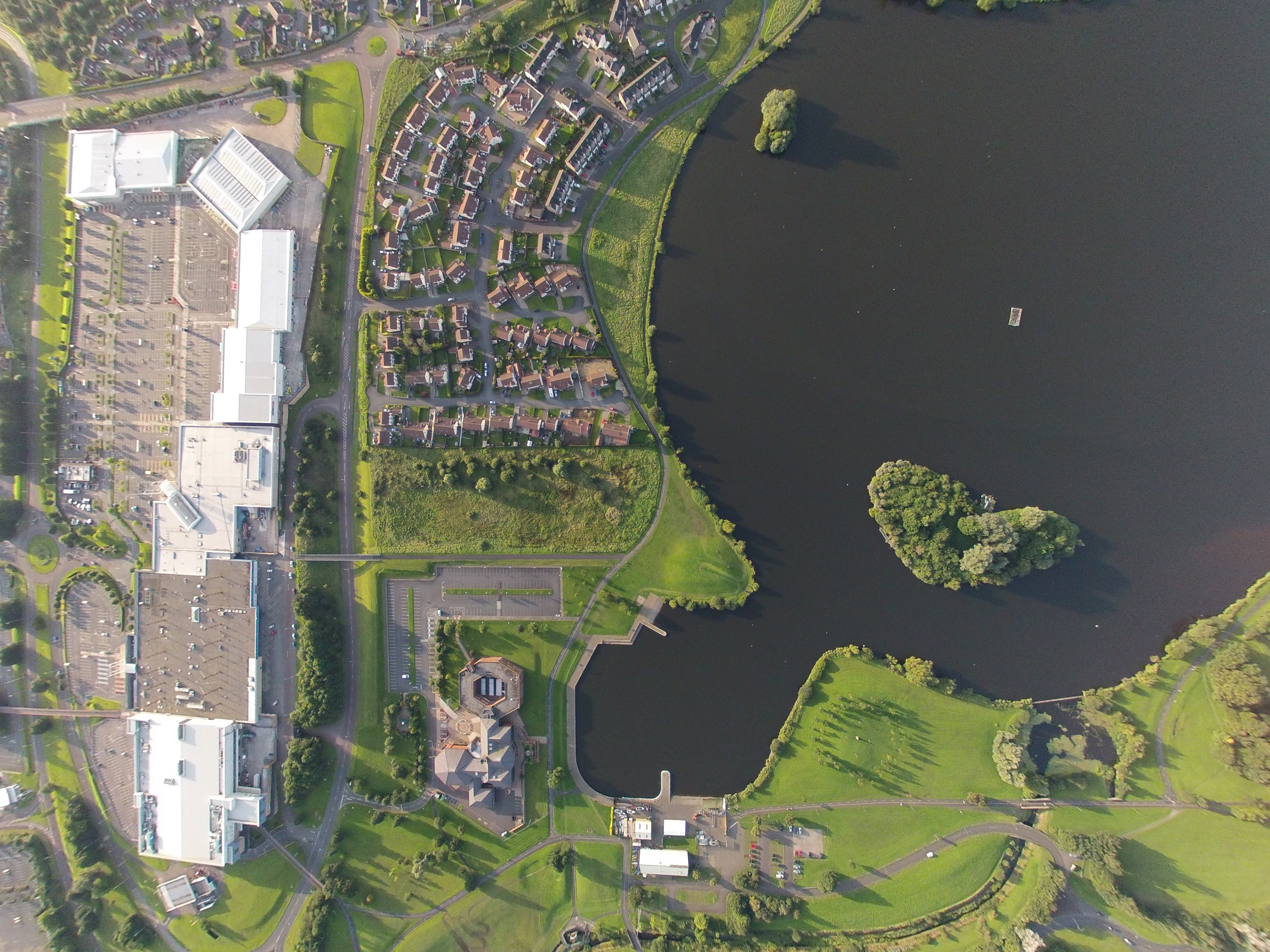
Luftaufnahme des Balancing Lake und des Einkaufszentrums im Stadtzentrum von Craigavon

Craigavon (irisch Creag Abhann) ist eine Stadt in Nordirland in der historischen Grafschaft Armagh südlich des Lough Neagh. Sie war der Verwaltungssitz des ehemaligen Districts Craigavon, der 2015 im District Armagh City, Banbridge and Craigavon aufging. Craigavon ist nunmehr der Verwaltungssitz des Districts Armagh City, Banbridge and Craigavon.
Die Stadt entstand Ende der 1960er Jahre als New Town. Damalige Planungen sahen den Bau einer Großstadt vor; sie wurden nur zu einem geringen Teil verwirklicht.

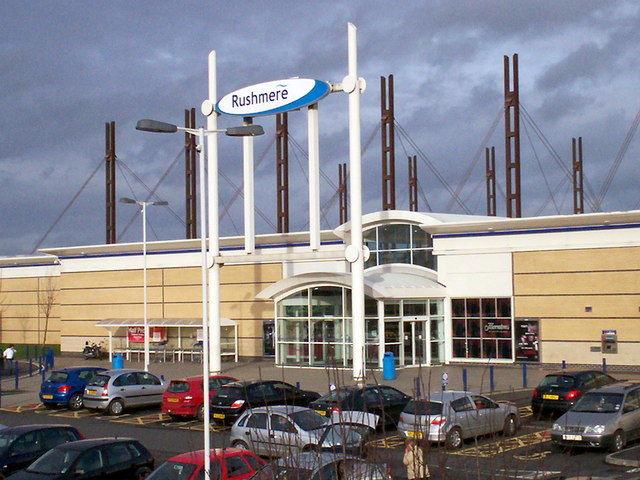
Einkaufszentrum Rushmere im Stadtzentrum von Craigavon

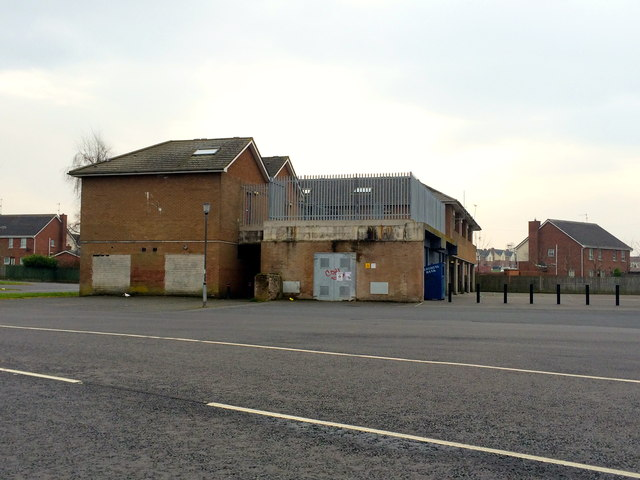
Überwiegend leerstehende Geschäfte in Moyraverty Centre

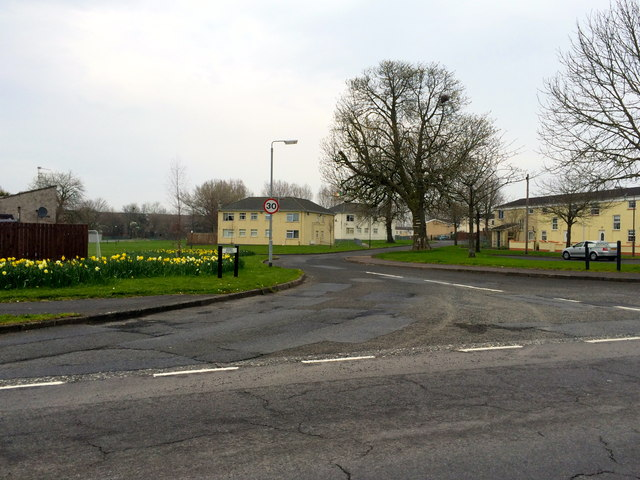
Wohnsiedlung Ardowen

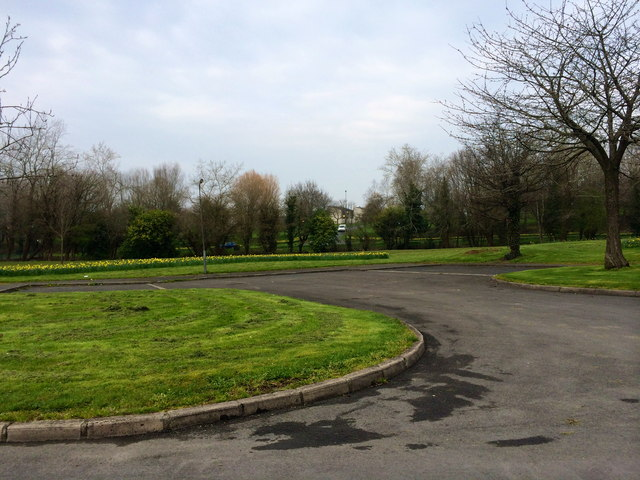
Parkplätze in der Wohnsiedlung Drumgor Heights, die zu abgerissenen Häusern gehörten

## Geschichte
Der Vorschlag zum Bau Craigavons entstammt einem Bericht, den der schottische Architekt Robert Matthew 1963 der nordirischen Regierung vorlegte. Der Bericht zur Raumplanung im Großraum Belfast konstatierte ein schnelles und bislang ungeplantes Wachstum der nordirischen Hauptstadt und schlug dessen Begrenzung vor. Oberste Priorität solle der Bau einer neuen Stadt haben, die rund 35 Kilometer südwestlich von Belfast liegen und in die die Städte Lurgan und Portadown integriert werden sollten. Die Ortswahl wurde mit den beiden bestehenden Städten, dem vorhandenen Verkehrsnetz, der Verfügbarkeit von Grund und Boden und der Nähe zu Belfast begründet.
Die nordirische Regierung unter dem 1963 zum Premierminister gewählten Terence O’Neill setzte die Empfehlungen des Matthew-Berichts rasch um. Der Bau der neuen Stadt war Teil einer aktiveren, auf staatliche Eingriffe setzenden Wirtschaftspolitik, mit der die Attraktivität Nordirlands für ausländische Investoren erhöht werden sollte. Die Wirtschaft Nordirlands, insbesondere die Werft- und Textilindustrie, war Ende der 1950er Jahre in eine Krise geraten; die Arbeitslosigkeit war höher als in Großbritannien.
Die Absicht zum Bau der neuen Stadt wurde bei der Parlamentseröffnung im Oktober 1963 bekanntgegeben. Eine New City Design Group (NCDG) erarbeitete bis 1964 einen Rahmenplan und legte Prinzipien und Ziele der Planung fest. Im Juni 1965 wurde der New Towns Act (Northern Ireland) verabschiedet, der die rechtliche Grundlage für den Bau neuer Städte bildete. Im Juli 1965 wurde ein Entwicklungsgebiet mit circa 270 km² festgelegt, das neben den Städten Lurgan und Portadown die Rural Districts Lurgan und Moira mit zusammen rund 61.700 Einwohnern umfasste. Im Oktober 1965 wurde die Craigavon Development Commission eingesetzt, die den Neubau der Stadt steuern sollte. Baubeginn war 1967.
Bei der katholisch-nationalistischen Minderheit Nordirlands löste der Standort der neuen Stadt in einem mehrheitlich protestantisch-unionistischen Gebiet Kritik aus. Dabei wurde auf die Strukturprobleme und die hohe Arbeitslosigkeit im überwiegend katholischen Westen Nordirlands, insbesondere in der Stadt Derry, verwiesen. Auf zusätzliches Befremden stieß die Benennung der Stadt nach dem ersten nordirischen Premierminister, dem Unionisten James Craig (1871–1940), der den Titel Viscount Craigavon führte. Bei einigen katholischen Nationalisten fand der Bau Craigavons Zustimmung, beispielsweise bei der reformorientierten National Democratic Party oder der nationalistischen Lokalzeitung The Lurgan and Portadown Examiner. Von Unionisten wurden die Pläne meist befürwortet, allerdings bestanden bei unionistischen Kommunalpolitikern erhebliche Vorbehalte. Insbesondere wurde ein Zuzug katholischer Nationalisten und eine damit einhergehende Änderung der Mehrheitsverhältnisse im Gebiet der neuen Stadt befürchtet. Bauern protestierten gegen die Entschädigungszahlungen für enteignetes Land, die sie als viel zu gering ansahen.
Die Gesamtplanung für Craigavon sah eine strikte Trennung in Wohn-, Einzelhandels- und Industriegebiete vor. Entstehen sollte eine bandförmige Stadt, die sich vom Sector 4 südwestlich von Portadown bis zum Sector 6 nordöstlich von Lurgan erstreckte. Zwischen Portadown und Lurgan sollten die neuen Wohngebiete Mandeville und Brownlow gebaut werden, in denen kleine Einkaufszentren vorgesehen waren. Das neue Stadtzentrum sollte nordwestlich von Mandeville liegen, Industriegebiete überwiegend nordwestlich der Wohngebiete im Streifen zwischen der Eisenbahnstrecke von Belfast nach Dublin und der Autobahn M1. Für das Jahr 1980 wurde von 120.000 Einwohnern in Craigavon ausgegangen; im Jahr 2000 sollten nach dem Bau von Sector 4 und Sector 6 180.000 Menschen in der neuen Stadt leben. Bei der Planung des Verkehrsnetzes wurde davon ausgegangen, dass die Einwohner Besitzer von Autos sind. Knotenpunkte von Hauptverkehrsstraßen sollten als Kreisverkehre ausgebildet werden. Abseits der Straßen sollte ein eigenes, höhenfrei ausgebautes Netz von Fußgänger- und Radwegen entstehen, das Kindern den eigenständigen Weg zur Schule ermöglicht. Freizeiteinrichtungen wurden große Bedeutung beigemessen: Geplant und realisiert wurden eine kleine Skipiste mit Lift und die Balancing Lakes, zwei zusammen 64 Hektar große Seen östlich des neuen Stadtzentrums, die gleichermaßen Erholungszwecken und der Regenrückhaltung dienen.
Erster Chefplaner Craigavons war der schottische Architekt Geoffrey Copcutt, der an der Planung der schottischen New City Cumbernauld beteiligt gewesen war. Copcutt trat im August 1964 zurück. Gegenüber der Presse zeigte er sich von der nordirischen Regierung enttäuscht, bezeichnete die Planungen für Craigavon als „unklug“ und trat für eine Förderung der Stadt Derry ein. Copcutt bestätigte später, ihm sei von Regierungskreisen gesagt worden, dass durch die Planungen für Craigavon die Mehrheitsverhältnisse zwischen Protestanten und Katholiken nicht verändert werden dürften.
1966 gab der amerikanische Reifenhersteller Goodyear bekannt in Craigavon eine Fabrik zur Produktion von Keilriemen und Förderbändern mit 2000 Arbeitsplätzen bauen zu wollen. Goodyear wurde zum wichtigsten Arbeitgeber der neuen Stadt. 1969, zwei Jahre nach Baubeginn, wohnten 1500 statt der geplanten 5000 Menschen in den Neubauvierteln. Goodyear hatte Probleme Arbeitskräfte zu finden. Ein Manager der Firma hielt die Mieten in den Neubauvierteln für zu hoch. 1971 wurde weitgehend erfolglos versucht, mit Geldprämien Menschen zum Umzug nach Craigavon zu bewegen.
Während des Nordirlandkonflikts ab 1969 blieben in Craigavon Anschläge und Auseinandersetzungen zwischen beiden Bevölkerungsgruppen vergleichsweise selten, dennoch kam es bis 1973 zur in Nordirland häufigen Segregation in katholische und protestantische Wohngebiete, die in den Planungen nicht vorgesehen war. Dabei werden die im Osten gelegenen Neubaugebiete von Katholiken bewohnt; sie grenzen an überwiegend katholische Viertel von Lurgan an. In ihrer Mehrheit sind die Bewohner Craigavons katholische Nationalisten, die stärker auf hier vorhandenen Wohnraum und Arbeitsplätze angewiesen waren.
Nach der Übernahme der direkten Regierungsverantwortung durch die britische Regierung wurde die Craigavon Development Commission 1973 aufgelöst. An ihre Stelle traten mehrere, dem Nordirlandministerium unterstellte Institutionen wie die Northern Ireland Housing Executive (NIHE). Bei der Reform der Kommunalverwaltung entstand das mit nur wenigen Kompetenzen ausgestattete Craigavon Borough Council. Im Council dominierten Vertreter von Lurgan und Portadown. Beide Städte bewahrten ihre Eigenständigkeit; für Einheimische ist Craigavon mit den Neubaugebieten identisch. Ab 1975 verbindliche Konzepte zur Regionalplanung sahen keine besondere Förderung Craigavons mehr vor. In den folgenden Jahren kam der Ausbau der neuen Stadt weitgehend zum Erliegen. Fertiggestellt wurden große Teile von Brownlow sowie kleinere Teile des Wohngebiets Mandeville und des Stadtzentrums. Das Stadtzentrum besteht aus mehreren Verwaltungsgebäuden und einem Einkaufszentrum.
Aus wirtschaftlichen Gründen schloss Goodyear 1983 sein Werk mit zuletzt 770 Beschäftigten. Sechs Jahre zuvor waren in der Fabrik noch 1800 Menschen beschäftigt gewesen. Die Schließung des Goodyear-Werks hatte katastrophale Auswirkungen für Craigavon; die 1980er Jahre waren von einer kontinuierlichen Krise gekennzeichnet. Bis Anfang der 1990er Jahre reduzierte sich die Zahl der Bewohner von 12.000 auf 8.500; zeitweise stand ein Drittel der Wohnhäuser leer. Vandalismus war häufig; 800 Häuser, 20 Prozent des Gesamtbestands, wurden abgerissen. Anfang der 1990er Jahre lag die Arbeitslosigkeit in Craigavon offiziell bei 28 Prozent und damit doppelt so hoch wie in Nordirland. Die tatsächliche Arbeitslosigkeit betrug ungefähr 46 Prozent, in einzelnen Siedlungen bis zu 75 Prozent. Etwa die Hälfte der Haushalte hatte ein Einkommen unterhalb der Armutsgrenze. Das Angebot des öffentlichen Personennahverkehrs war gering, so dass Einwohner ohne Autos isoliert waren.
Ende der 1980er Jahre entstanden Initiativen, die sich eine Verbesserung der Lage der Bewohner Craigavons zum Ziel setzten. Bestandsaufnahmen zufolge fehlten in Craigavon Sozialeinrichtungen und Arbeitsplätze. Vorgeschlagen und realisiert wurden unter anderem eine bessere Versorgung der Wohnviertel mit Geschäften und Serviceeinrichtungen. Für kleine Gewerbebetriebe sollten Räume bereitgestellt werden. Eine Studie schlug die bessere Nutzung von Freiflächen im Stadtzentrum vor. In diesem Bereich wurden mittlerweile neue Wohnsiedlungen errichtet. Das Wohngebiet Brownlow war das einzige Gebiet Nordirlands, das in das von 1989 bis 1994 laufende Dritte Armutsbekämpfungsprogramm der EWG einbezogen war. Dabei wurden Frauen, Kinder und Jugendliche sowie Arbeitslose besonders gefördert. Für den Wohnungsmarkt in Craigavon werden Anzeichen einer Trendwende in der Mitte der 1990er Jahre konstatiert; die NIHE verkaufte gut ein Drittel ihrer Häuser an Mieter. Im Gegensatz zu ähnlichen Programmen im Süden Englands zeigten sich die Mieter nach dem Hauskauf sehr zufrieden. Zunehmend begannen private Bauherrn Häuser in Craigavon zu errichten, wofür hier verfügbares Bauland ein Grund war.

## Bevölkerung
Nach Angaben von 2007 lebten in Craigavon circa 20.000 Menschen. Insbesondere bedingt durch die Einwanderung nach Nordirland wuchs die Zahl der Einwohner jährlich um rund 1000. Offizielle Zahlen für die Neubaugebiete Craigavons liegen nicht vor; sie sind Teil des Craigavon Urban Area, zu dem auch Portadown, Lurgan und umliegende Gebiete gehören. Bei der Volkszählung 2001 waren von den 57.685 Einwohnern des Craigavon Urban Area 24,5 Prozent unter 16 und 17,4 Prozent über 60 Jahre alt. 48,4 Prozent waren katholisch und 49,1 Prozent protestantisch. 4,0 Prozent der Bevölkerung im arbeitsfähigen Alter waren arbeitslos.

## Städtepartnerschaft
Craigavon ist Partnerstadt von LaGrange im amerikanischen Bundesstaat Georgia und von Ballina im irischen County Mayo.

## Persönlichkeiten
- Simon Best (* 1978), Rugby-Union-Spieler
- Rory Best (* 1982), Rugby-Union-Spieler
- Iain Henderson (* 1992), Rugby-Union-Spieler